# Na kolana
Na kolana è il primo singolo della cantante pop polacca Kasia Cerekwicka estratto dal suo secondo album di studio Feniks.

## Classifiche
| Classifica (2006) | Posizione massima |
| ----------------- | ----------------- |
| Polonia           | 3                 |
| Europa            | 59                |